# Baruj Benacerraf
Baruj Benacerraf (Caracas, Veneçuela 1920 - Jamaica Plain, Massachusetts, EUA 2011) fou un metge i professor universitari estatunidenc, d'origen veneçolà, guardonat amb el Premi Nobel de Medicina o Fisiologia l'any 1980.

## Biografia
Va néixer el 29 d'octubre de 1920 a la ciutat de Caracas, en una família d'origen jueva sefardita marroquina - algeriana. L'any 1925 es traslladà amb la seva família a París, i el 1940 als Estats Units, on el 1943 fou nacionalitzat nord-americà. Estudià medicina a la Universitat de Colúmbia i a l'Escola Mèdica de Virgina, situada a la ciutat de Richmond.
Després de participar en la Segona Guerra Mundial com a metge fou nomenat membre investigador de la Universitat de Colúmbia entre 1948 i 1950, de l'Hospital Broussais de París entre aquell any i el 1956, de la Universitat de Nova York fins al 1968 i la Universitat Harvard entre 1970 i 1991, d'on fou també professor de patologia. Entre 1968 i 1970 fou membre de l'Institut Nacional de Salut dels Estats Units. Des de 1972 és membre de l'Acadèmia nord-americana d'Arts i Ciències i del 1973 de l'Acadèmia de Ciències dels Estats Units.
Va morir el 2 d'agost de 2011 als Estats Units. Èra germà del filòsof Paul Benacerraf.

## Recerca científica
Especialista sobre immunologia i al·lèrgies, inicià la seva recerca sobre aquests camps l'any 1948 i fou el primer en descobrí un gen antigen mitjançant la seva investigació en ratolins. Els seus estudis sobre genètica el premeté verificar el complex d'histocompatibilitat principal (MHC).
L'any 1980 li fou concedit el Premi Nobel de Medicina o Fisiologia pels descobriments relacionats amb estructures determinades per la genètica a la superfície de la cèl·lula que regulen les reaccions immunològiques, premi compartit amb Jean Dausset i George D. Snell.